# 戴維縣 (北卡羅萊納州)
戴維县（英語：Davie County）是美國北卡羅萊納州中西部的一個縣。面積691平方公里。根据美國2000年人口普查，共有人口34,835人。縣治莫克斯維爾（Mocksville）。
成立於1836年12月20日。縣名紀念第十任州長威廉·R·戴維 （William Richardson Davie）。